# 콜턴 (캘리포니아주)

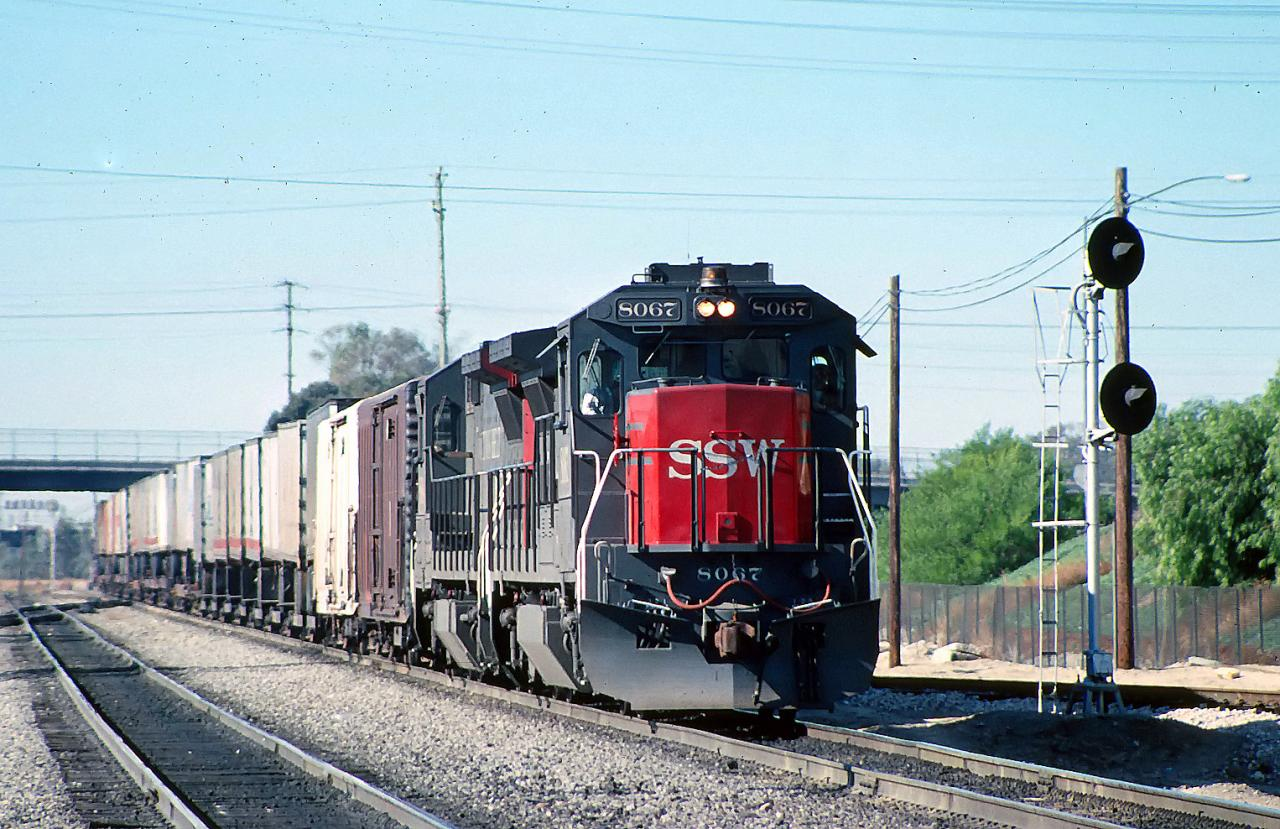

콜턴(Colton)은 캘리포니아주 샌버너디노 군에 위치한 도시이다. "허브 시티"라는 별명을 가진 콜튼은 주의 인랜드 엠파이어 지역에 위치하고 있으며 도시 시내에서 남쪽으로 약 6.4km 떨어진 샌버나디노 교외 지역이다. 2010년 인구 조사에 따르면 콜튼의 인구는 52,154명으로, 2000년 인구 조사의 47,662명에서 증가했다.
콜턴은 미국에서 가장 붐비는 철도 건널목 중 하나였던 콜턴 크로싱(Colton Crossing)이 있는 곳이다. 1990년대 중반 로스앤젤레스와 롱비치 항구를 통과하는 수입품의 막대한 증가에 힘입어 각 노선의 교통량이 급증하기 시작하면서 원시적인 횡단은 심각한 병목 현상이 되었다. 2013년 8월 28일, 평면 교차점은 공식적으로 남북 BNSF 선로 위로 동서 UP 선로를 높이는 비행으로 대체되었다.
철도 도시라는 지위에도 불구하고 콜튼에는 여객 철도 서비스가 없다. 암트랙과 메트로링크가 운영하는 여객 열차는 콜턴을 통과하지만 거기에서 정차하지는 않는다.

## 인구
| 인구조사              | 인구   | Note | %±     |
| --------------------- | ------ | ---- | ------ |
| 1890년                | 1,315  |      | —      |
| 1900년                | 1,285  |      | −2.3%  |
| 1910년                | 3,980  |      | 209.7% |
| 1920년                | 4,282  |      | 7.6%   |
| 1930년                | 8,014  |      | 87.2%  |
| 1940년                | 9,686  |      | 20.9%  |
| 1950년                | 14,465 |      | 49.3%  |
| 1960년                | 18,666 |      | 29.0%  |
| 1970년                | 20,016 |      | 7.2%   |
| 1980년                | 21,310 |      | 6.5%   |
| 1990년                | 40,213 |      | 88.7%  |
| 2000년                | 47,662 |      | 18.5%  |
| 2010년                | 52,154 |      | 9.4%   |
| 2020년                | 53,909 |      | 3.4%   |
| U.S. Decennial Census |        |      |        |

## 저명한 출신
- 진 에반스: 배우
- 카트 폰 D: 타투 아티스트
- 제러미 수아레스: 배우